# 劳希·法图赫
劳希·法图赫（阿拉伯語：روحي فتوح，Rawḥī Fatūḥ，1949年8月23日—），是巴勒斯坦立法委员会的前议长，并且在2004年11月11日亚西尔·阿拉法特死後出任巴勒斯坦权力机构的临时主席，根据巴勒斯坦法律担任该职位六十天，直至2005年1月15日举行选举。2005年巴勒斯坦总统选举由2005年1月15日宣誓就职的阿巴斯举行并赢得。他于2016年12月当选为法塔赫中央委员会委员。

## 生平
法图赫于1996年当选为拉法镇巴勒斯坦立法委员会的代表，（在加沙地带），他出生并在那里度过了他的大部分生活。 他担任该委员会的秘书直到2003年11月，当时他成为巴勒斯坦民族权力机构总理兼总理阿赫麦德·库赖政府的农业部长。
2004年3月，法塔赫提名法图作为巴勒斯坦立法委员会主席（议长）的候选人，34名法塔赫代表投票赞成，10名反对。
2004年11月，法图赫支持他的前任议长兼前总理阿赫麦德·库赖接替阿拉法特担任总统。
法图赫没有参加2006年立法委员会选举，不再担任巴勒斯坦立法委员会的成员。